# Alessandro Prete
Alessandro Prete (San Francisco, 7 febbraio 1975) è un attore e regista italiano.

## Biografia
Figlio dell'attore Giancarlo Prete, muove i primi passi nel mondo dello spettacolo sin da bambino, partecipando a numerosi film e collaborando con vari registi, fra i quali Enzo G. Castellari ed Umberto Lenzi. Dopo aver conseguito il diploma, frequenta il Centro sperimentale di cinematografia a Roma, per poi trasferirsi l'anno successivo negli Stati Uniti con l'obiettivo di ampliare i suoi studi. Durante la sua permanenza in America studia con Stella Adler. Questo incontro artistico getterà le basi del suo metodo di lavoro da insegnante. Tornato a Roma, continua la sua formazione artistica collaborando con -fra gli altri- Beatrice Bracco e Francesca de Sapio. Nel 2001 inizia la sua attività di insegnante presso "l'Accademia Corrado Pani" a Roma. Dal 2009 fonda il suo Laboratorio Permanente, nel quale esercita tuttora il ruolo di acting coach.
La carriera da regista, iniziata nel 2002, cresce gradualmente partendo da piccoli teatri comunali sino a vedere il proprio apice nel 2013, anno in cui firma la regia di diversi spettacoli al Teatro Eliseo di Roma, fra i quali Frida Kahlo ed Edgar Allan Poe - Il racconto di un uomo.

### Carriera cinematografica
La carriera nel cinema ha inizio sin dalla prima infanzia. Partecipa infatti a soli 8 anni a fianco del padre nel post-apocalittico Fuga dal Bronx (1983), firmato da Enzo G. Castellari. Il suo ritorno sul set cinematografico avviene nel 1999 con il film televisivo Villa Ada.
Nel periodo fra il 2000 ed il 2003 non appare sul grande schermo, complici i numerosi ruoli in fiction. Nel 2004 prende parte, con il ruolo de "il siciliano", al film di successo Tre metri sopra il cielo.
Nel 2009 ritrova sul set Stefano Sollima, con il quale aveva già collaborato nella serie Romanzo criminale, per la realizzazione del film Crimini 2 - Mork e Mindy, nella parte di Omar.
Nel 2011 appare da protagonista nel corto Il Niente, per la regia di David Petrucci, poi insignito di diversi premi, fra i quali il "Nino d'oro" al "Nino Manfredi Film Festival".
Prende parte, col ruolo dello "slavo", nel 2014 a The Sweepers di Igor Maltagliati, film in lingua inglese destinato al mercato americano.

### Carriera televisiva
La carriera televisiva vanta partecipazioni in numerose fiction, film a puntate, e serie. Fra il 2001 ed il 2002 recita nella serie televisiva Una donna per amico, nel telefilm Il bello delle donne, e nel serial televisivo Incantesimo.
Fra il 2003 ed il 2004 prende parte a progetti a tema storico-criminale, quali Blindati (nel ruolo di Miccia) e Gli angeli di Borsellino (nel ruolo di Eddie Cosina).
Nel 2008 partecipa alla realizzazione della serie televisiva Romanzo criminale - La serie nel ruolo di Shanghai. La serie firmata da Stefano Sollima ottiene grande successo fra addetti ai lavori e pubblico.
Nel 2009 prende parte al progetto in due puntate Mal'aria, per la regia di Paolo Bianchini.

## Filmografia

### Cinema
- La guerra del ferro - Ironmaster, regia di Umberto Lenzi (1983)
- Fuga dal Bronx, regia di Enzo G. Castellari (1983)
- Ultimo stadio (2002), regia di Ivano De Matteo
- Gli angeli di Borsellino - Scorta QS 21, regia di Rocco Cesareo (2003)
- A.A.A. Achille, regia di Giovanni Albanese (2003)
- Tre metri sopra il cielo, regia di Luca Lucini (2004)
- L'uomo spezzato, regia di Stefano Calvagna (2005)
- Il giorno, la notte. Poi l'alba, regia di Paolo Bianchini (2007)
- Una notte agli Studios, regia di Claudio Insegno (2013)
- The Banality of Crime, regia di Igor Maltagliati (2014)

### Televisione
- Villa Ada, regia di Pier Francesco Pingitore – film TV (1999)
- Distretto di Polizia – serie TV, episodio 1x08 (2000)
- Una donna per amico 3 – serie TV (2001)
- Il bello delle donne – serie TV, 1 episodio (2001)
- Incantesimo 6 – serial TV (2002)
- Blindati, regia di Claudio Fragasso – film TV (2003)
- Vite a perdere, regia di Paolo Bianchini – film TV (2004)
- Posso chiamarti amore?, regia di Paolo Bianchini – miniserie TV (2004)
- Roma – serie TV, 1 episodio (2005)
- Romanzo criminale - La serie – serie TV, 1 episodio (2008)
- Mal'aria, regia di Paolo Bianchini – film TV (2009)
- Crimini – serie TV, episodio 2x06 (2009)
- R.I.S. Roma - Delitti imperfetti – serie TV, episodio 3x19 (2012)
- Squadra antimafia 6 – serie TV, 4 episodi (2014)
- Squadra mobile – serie TV, episodio 1x16 (2015)

### Cortometraggi
- Vite nel vuoto (1999)
- Stessa spiaggia stesso mare (2000)
- Il niente, regia di David Petrucci (2011)

## Teatro

### Attore
- Barbecue di A. Nicolaj (1997)
- Colpo di coda di L. Monti (1998)
- Videoclip di L. Monti (1999)
- Le linee di Nazca di A. Murray (2000)
- Beni immobili di M. Cotugno (2001)
- La catena di Vannucci e Colangeli (2003)
- La festa è di là di S. Prestinari. Teatro de' Servi di Roma (2007)
- Io parto e poi un lavoro me lo invento di L. Monti. Teatro de' Servi di Roma (2009)
- L'ultima notte. Tournée teatrale in Italia, testo rappresentato anche a Parigi in Francia (2002-2013)
- Il sogno di una vita. Teatro comunale di Sondrio, Teatro della Cometa di Roma (2008-2011)

### Regista
- La coda del topo. Teatro Tirsi De Molina (2002)
- L'ultima notte, anche autore (2002-2013)
- Cubiste. Teatro Colosseo di Roma (2003)
- Il sogno di una vita, anche autore. Teatro comunale di Sondrio, Teatro della Cometa di Roma (2008-2011)
- L'ultima notte istituto femminile, anche autore. Teatro Cometa off di Roma (2011)
- Edgar Allan Poe- Il racconto di un uomo, anche autore. Teatro Piccolo Eliseo di Roma, Festival della Magna Grecia in Calabria (2012)
- Edgar Allan Poe - Il racconto di un uomo, anche autore. Teatro Piccolo Eliseo di Roma (2013)
- Paura d'amare di Frankie e Johnny. Teatro Piccolo Eliseo di Roma (2013)
- Frida kahlo, anche autore. Teatro Piccolo Eliseo di Roma (2013)